# Poetae novelli
Con l'espressione poetae novelli si intende tradizionalmente quel gruppo di poeti latini fioriti a partire dalla metà del II secolo d.C., specialmente sotto il regno di Adriano.

## Denominazione e datazione
Le somiglianze tra questi scrittori hanno contribuito a promuovere l'idea che appartenessero ad una scuola unita, appunto battezzata dei poetae novelli neoterici. Una tale idea ha ancora meno giustificazione che nei loro omonimi del primo secolo a.C., quando almeno possiamo rintracciare forti legami personali tra numerosi poeti; a parte Floro e Adriano, infatti, non conosciamo tali collegamenti tra loro e sembra che siano vissuti in epoche diverse. Floro, Adriano e Anniano erano contemporanei; Apuleio appartiene alla generazione successiva; Alfio Avito probabilmente fiorì nella prima metà del III secolo, e Sereno sembra risalire al III secolo, in quanto citato dal grammatico Terenziano Mauro come vissuto nuper.

## Caratteristiche
Sotto Adriano si verificò un grande cambiamento nel gusto letterario. I poeti che scrivevano sotto i Flavi e Traiano avevano mantenuto il classicismo per forme e temi, anche se tendevano ad allontanarsi modi classici di pensiero ed espressione nel “manierismo”. Ma è sintomatico che nel corso del secondo secolo conosciamo con certezza della produzione di una sola epopea convenzionale, quella di Clemente. Nel II secolo arriva in tutta la sua forza un'ondata di entusiasmo per il preclassico e l'arcaico che si era andata accumulando per qualche tempo, condizionata anche dai gusti arcaizzanti dell'imperatore. 
Molte delle forme metriche allora in voga ci ricordano i brevi versi di Levio, in particolare il dimetro giambico. Gli antichi metri teatrali, come i settenari (in brevi citazioni questi non possono sempre essere distinti dai tetrametri) e i senari vengono ripresi da poeti come Floro, Apuleio  e Settimio Sereno, mentre nuove forme metriche sono inventate da Anniano e Sereno sulla base della teoria della 'derivazione' del metro, proposta in particolare da Cesio Basso, secondo il quale tutti i metri derivano dall'esametro dattilico e dal trimetro giambico.
Nella dizione Adriano, Apuleio e Sereno mostrano una sorprendente predilezione per i diminutivi. Nel complesso c'è una forte tendenza alla semplicità, a una mescolanza di colloquialismo, persino volgarismo, con gli arcaismi.
In Sereno, ancora, la semplicità appare nelle sue rappresentazioni di scene di vita quotidiana di campagna in tono di dolcezza sentimentale (in senso lato analogo a quello che spesso troviamo nella corrispondenza di Frontone), con l'esaltazione dell'affettazione nella sfumatura letteraria data a queste scene.